# 76e régiment d’infanterie
Das 76e régiment d’infanterie war ein Infanterieregiment der königlich französischen Armee. Vor der Einführung der Nummerierung der Regimenter am 1. Januar 1791 führte es zuletzt den Namen Régiment de Châteauvieux. Es war ursprünglich ein sogenanntes Fremdenregiment (Régiment étranger) und bestand bis 1792 ausschließlich aus Schweizern. Es wurde 1677 aufgestellt und war 1790 in die Meuterei in Nancy (Nancy-Affäre) verwickelt. Gemäß dem besonderen Vertrag (Kapitulation) mit der Schweizer Eidgenossenschaft wurden die Schweizer Regimentsangehörigen nach dem Tod von König Ludwig XVI. 1792 ausgezahlt und entlassen, das Regiment aufgelöst.

## Aufstellung und signifikante Änderungen
- 28. Januar 1677: Aufstellung des Régiment de Stuppa[1] le jeune[2]
- 16. Oktober 1692: Umbenennung in Régiment de Surbeck
- 8. Mai 1714: Umbenennung in Régiment d’Hemel
- 17. Mai 1729: Umbenennung in Régiment de Besenval (Bezenwald)
- 26. Oktober 1738: Umbenennung in Régiment de La Cour au Chantre
- 12. Mai 1748: Umbenennung in Régiment de Grandvillars[3]
- 15. Juni 1749: Umbenennung in Régiment de Balthazard
- 20. Januar 1754: Umbenennung in Régiment de Planta
- 10. August 1760: Umbenennung in Régiment d’Arbonnier
- 1763: Umbenennung in Régiment de Jenner
- 1774: Umbenennung in Régiment d’Aulbonne
- 1783: Umbenennung in Régiment de Châteauvieux (Lullin de Châteauvieux)
- 1. Januar 1791: Umbenennung in 76e régiment d’infanterie de ligne
- 20. August 1792: Die Mannschaft wurde entlassen, das Regiment aufgelöst.
- Am 24. September 1803 wurde die 76e demi-brigade d’infanterie in 76e régiment d’infanterie de ligne umbenannt. Zum eigentlichen Regiment bestand hier allerdings kein Bezug mehr, da diese demi-brigade aus Teilen des vormaligen Régiment d’Aunis und des Régiment de Dauphiné zusammengesetzt worden war.
- Nach der ersten Abdankung von Napoléon Bonaparte und der Wiederherstellung der Monarchie (erste Restauration) wurde das Regiment mit seiner Nummer in der königlichen Armee im Dienst gehalten, ebenso während der Herrschaft der Hundert Tage. Nach der endgültigen Absetzung von Napoléon wurde seine Armee entlassen und mit nur noch 75 Regimentern neu aufgestellt. Das vormalige 76e régiment d’infanterie fiel der Reduzierung zum Opfer.
- Per kaiserlichem Dekret vom 24. Oktober 1854 wurde das 1er régiment d'infanterie légère (1. leichtes Infanterieregiment) in das 76e régiment d’infanterie umgewandelt.

### Ordonnanzfahnen
Das Regiment führte acht Fahnen, davon war eine des Regimentsinhabers (Colonel) gleichzeitig die der Leibkompanie. Die Fahnen der sieben anderen Kompanien waren gleich, aber nach den Vorstellungen des jeweiligen Regimentsinhabers gestaltet.

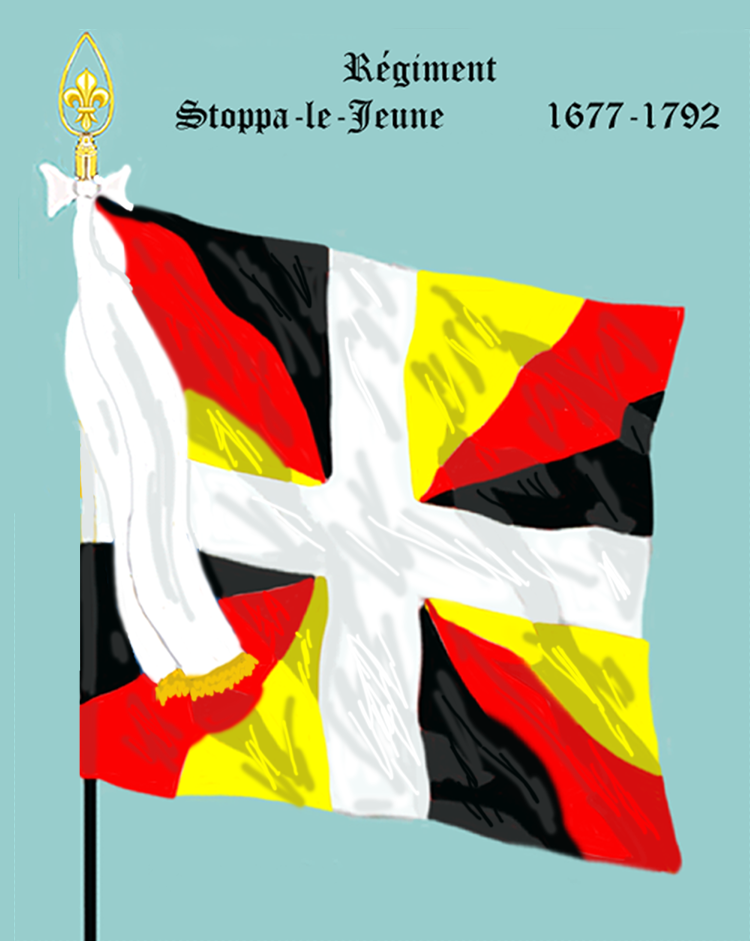
Régiment de Stuppa le jeune 1677 bis 1692
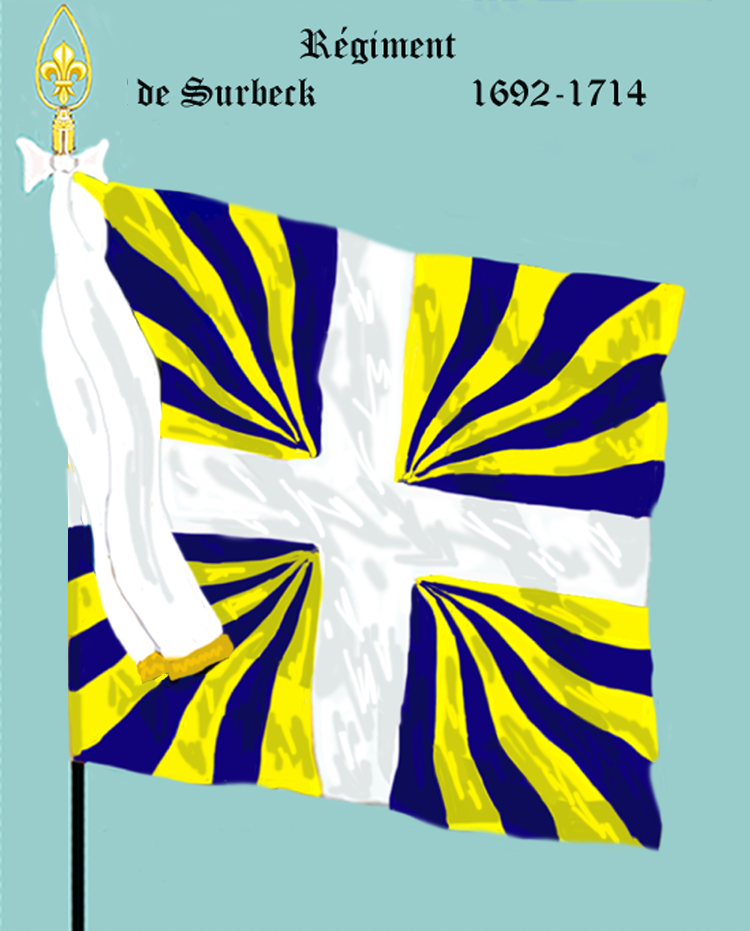
Régiment de Surbeck 1692 bis 1714 → Régiment de La Cour au Chantre 1739 bis 1748 → Régiment de Grandvillars 1748 bis 1749 → Régiment de Balthazar 1749 bis 1754
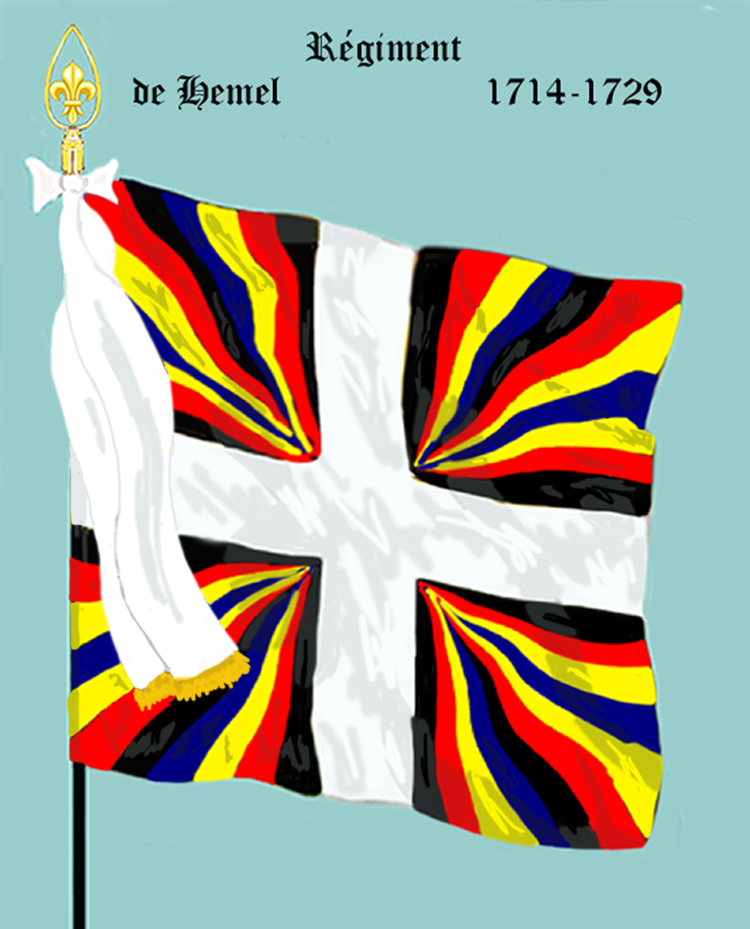
Régiment d’Hemel 1714 bis 1729 → Régiment de Planta 1754 bis 1760 → Régiment d’Arbonnier 1760 bis 1763
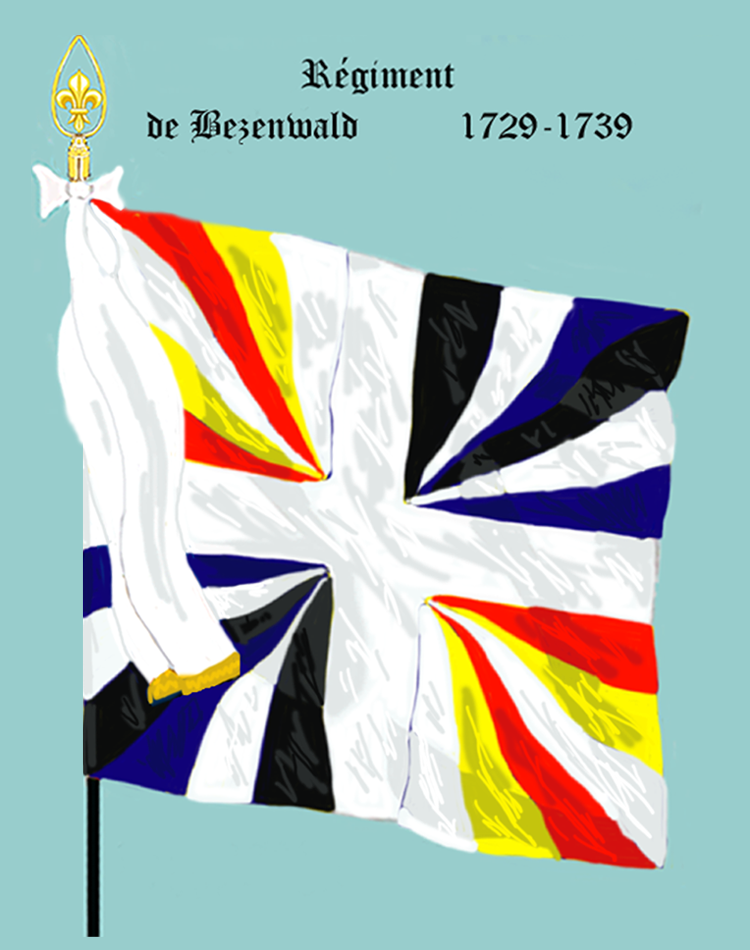
Régiment de Besenval 1729 bis 1739
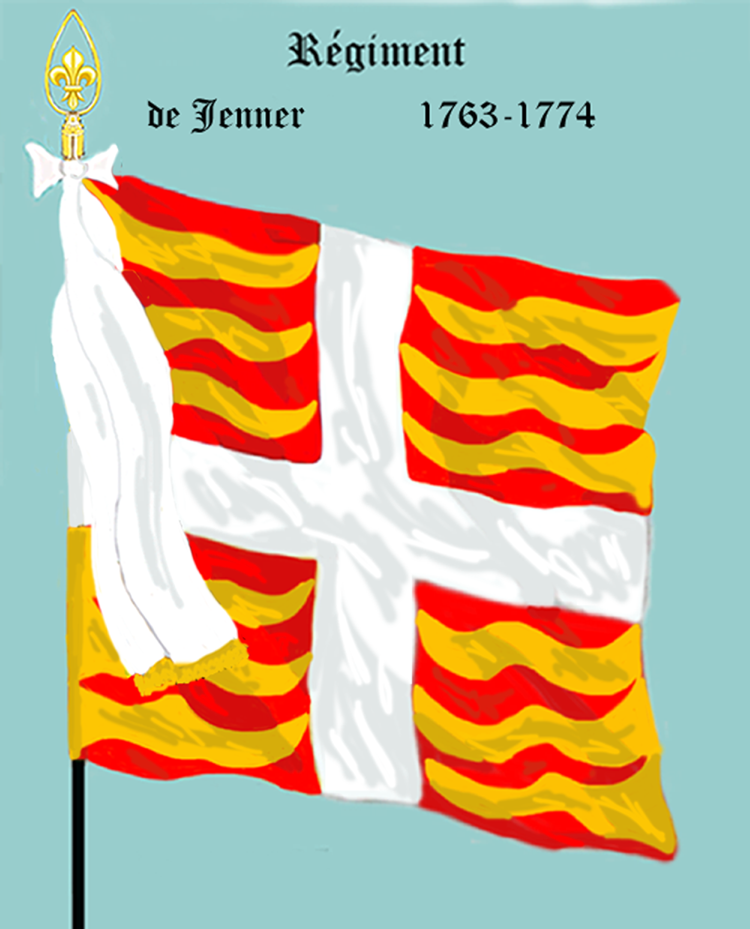
Régiment de Jenner 1763 bis 1774 → Régiment d’Aulbonne 1774 bis 1783 → Régiment de Châteauvieux 1783 bis 1792

Bei der Reorganisation der Armee am 1. Januar 1792 erhielt das Regiment keine neuen Fahnen (jetzt eine für jedes der zwei Bataillone), sondern führte seine alte Fahne weiter.

### Uniformen

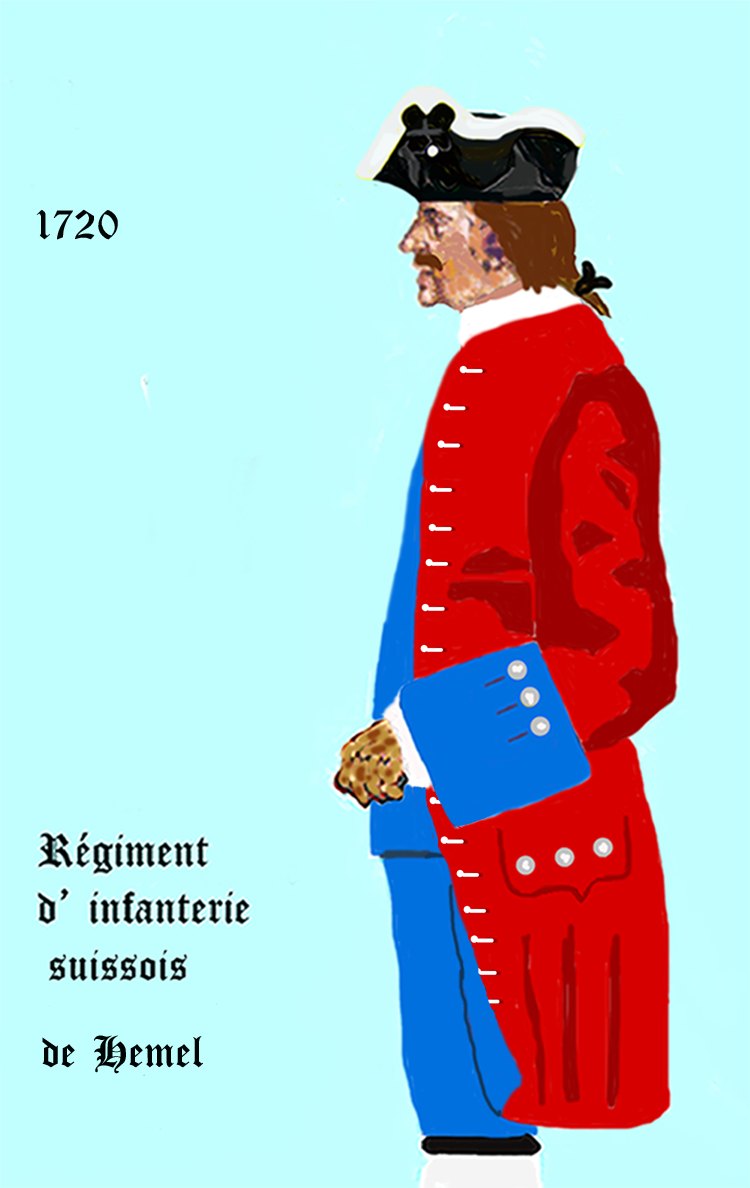
d’Hemel 1720 bis 1729
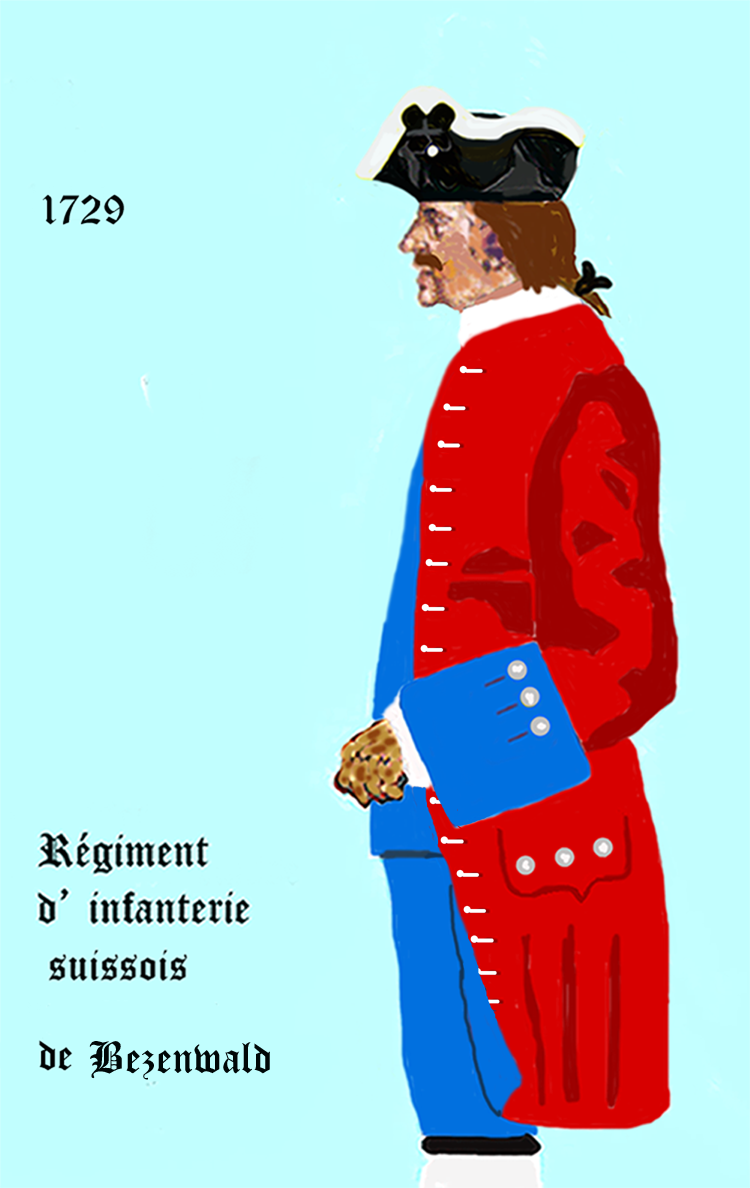
de Besenval 1729 bis 1734
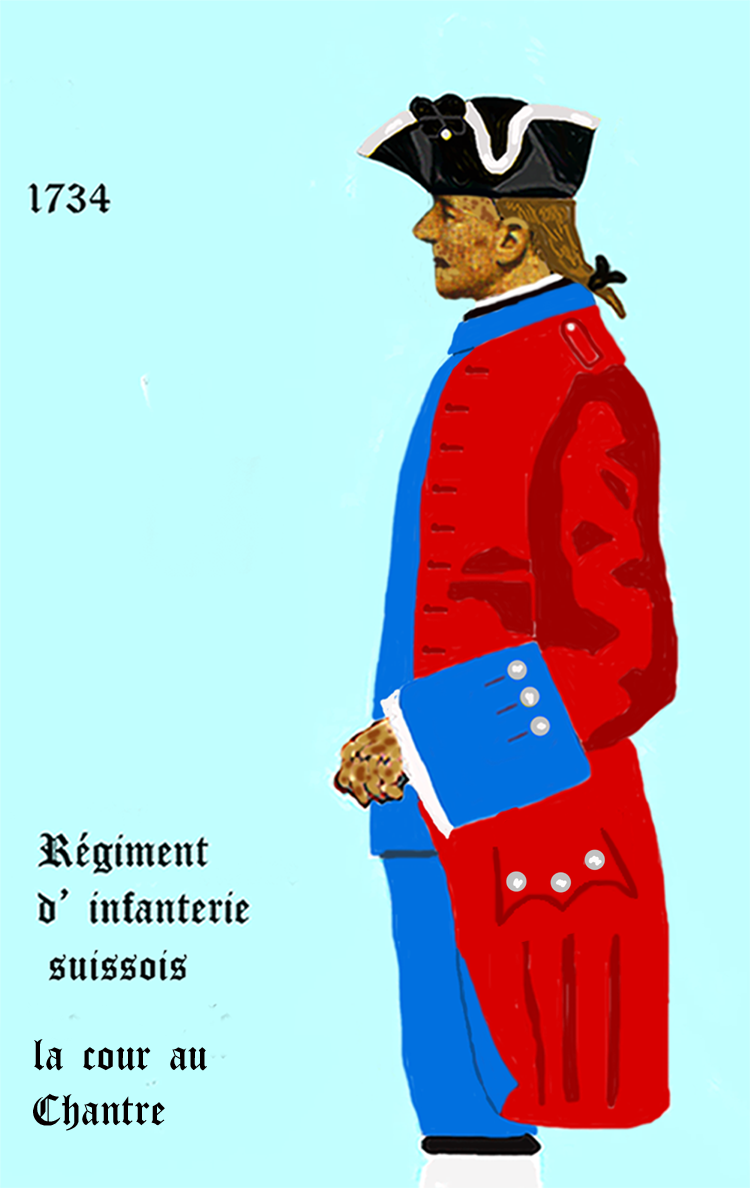
La Cour au Chantre 1734 bis 1762
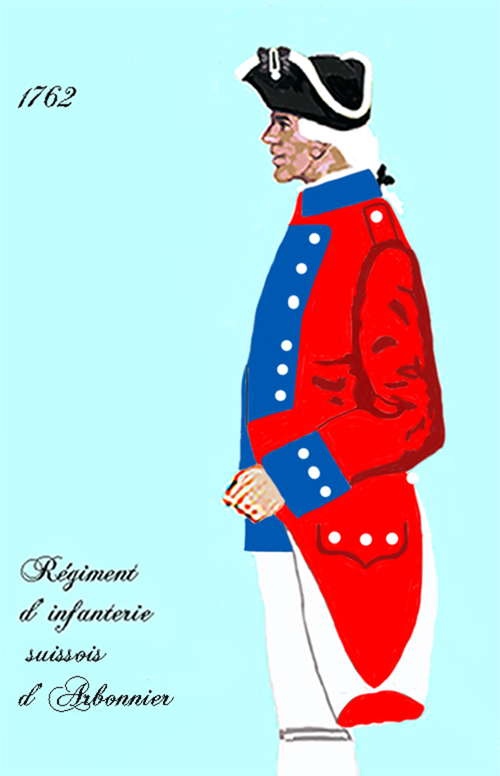
d’Arbonnier 1762 bis 1776
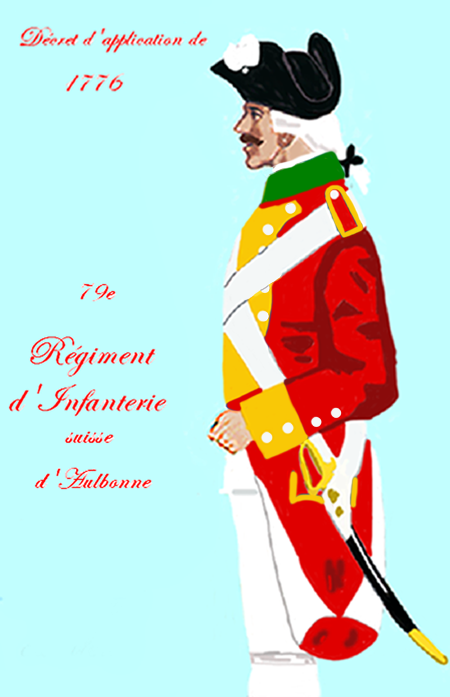
d’Aulbonne 1776 bis 1786
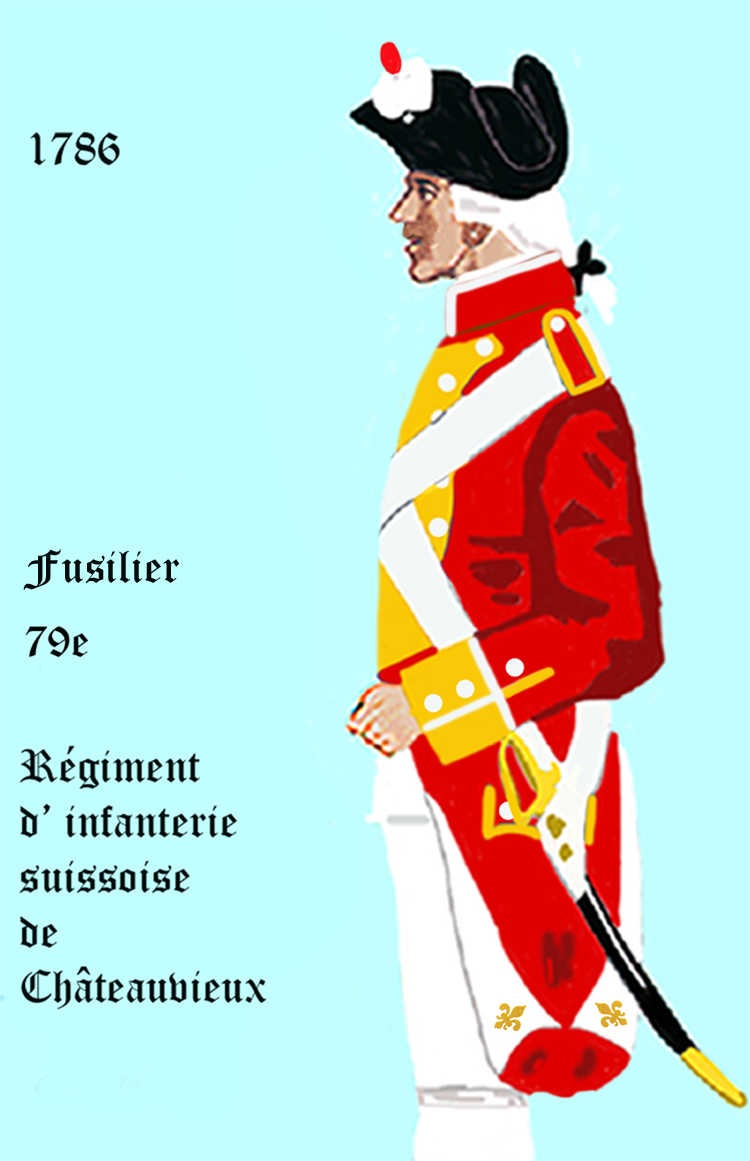
de Châteauvieux 1786 bis 1791
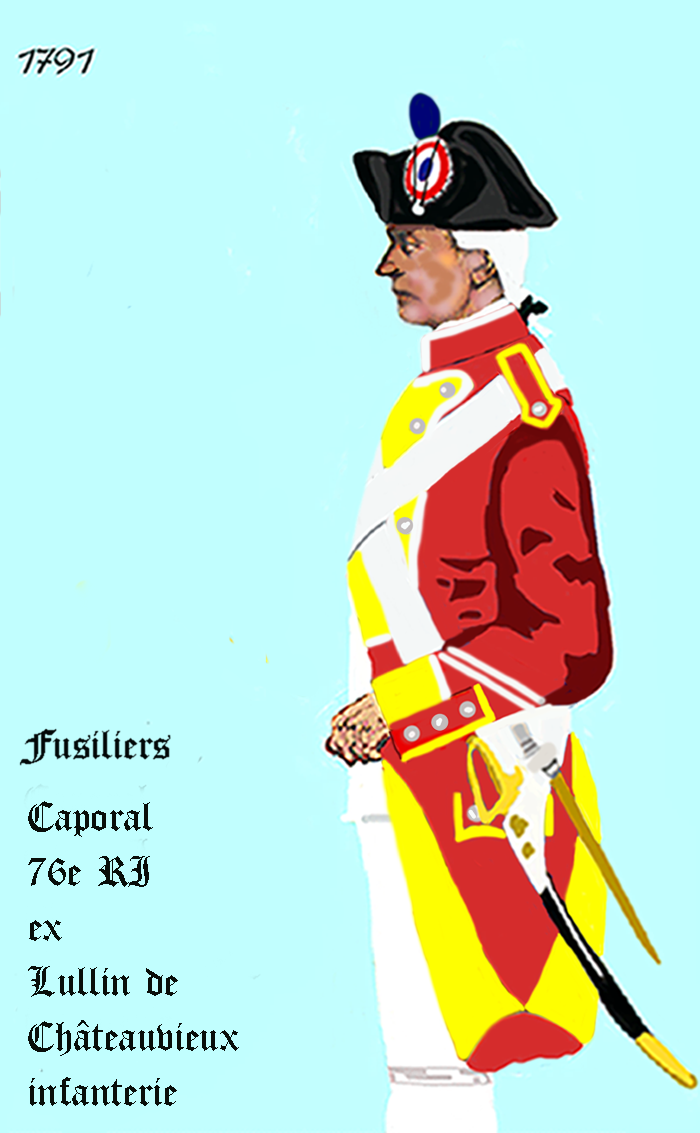
76e régiment d’infanterie de ligne 1791 bis 1792

## Mestres de camp/Colonels
Mestre de camp war von 1569 bis 1661 und von 1730 bis 1780 die Rangbezeichnung für den Regimentsinhaber und/oder für den mit der Führung des Regiments beauftragten Offizier. Die Bezeichnung „Colonel“ wurde von 1721 bis 1730, von 1791 bis 1793 und ab 1803 geführt.
Nach 1791 gab es keine Regimentsinhaber mehr.
Sollte es sich bei dem Mestre de camp/Colonel um eine Person des Hochadels handeln, die an der Führung des Regiments kein Interesse hatte (wie z. B. der König oder die Königin), so wurde das Kommando dem „Mestre de camp lieutenant“ (oder „Mestre de camp en second“) respektive dem „Colonel-lieutenant“ oder „Colonel en second“ überlassen.
- 28. Januar 1677: Jean-Baptiste Stuppa/Stoppa, Brigadier des armées du roi am 24. März 1684, † Oktober 1692
- 16. Oktober 1692: Jean Jacques de Surbeck, Brigadier am 25. April 1691, Maréchal de camp am 3. Januar 1696, Lieutenant général des armées du roi am 26. Oktober 1704, † 5. Mai 1714
- 8. Mai 1714: Jean Jacques Hemel, Brigadier am 1. Februar 1719, † 16. Mai 1729
- 17. Mai 1729: Jacques Charles de Besenval de Brunnstadt, Baron de Besenval, Brigadier am 20. Februar 1734, Lieutenant général des armées du roi am 1. März 1738, † 16. Oktober 1738
- 26. Oktober 1738: La Cour au Chantre, Brigadier am 1. März 1738, † 19. März 1748
- 12. Mai 1748: Gaspard Étienne Barbeau de Grandvillars, Brigadier am 20. März 1747, † 13. April 1749
- 15. Juni 1749: Jean Alexandre, chevalier de Balthasard, Brigadier am 2. Mai 1744, Maréchal de camp am 1. Januar 1748, † 25. November 1753
- 20. Januar 1754: Louis Auguste de Planta de Wildenberg, Baron de Planta, Brigadier am 1. Mai 1745, Maréchal de camp am 10. Mai 1748, Lieutenant général des armées du roi am 17. Dezember 1759, † Juli 1760
- 10. August 1760: Louis d’Arbonnier de Dizy, Brigadier am 30. November 1755, Maréchal de camp am 20. Februar 1761
- 1763: Marquis de Jenner, Maréchal de camp
- 1774: Marquis d’Aulbonne, Maréchal de camp
- 1783: Jacques-André, marquis Lullin de Châteauvieux
- 1807: Colonel Faure-Lajonquière, in der Schlacht bei Friedland tödlich verwundet
- 1807: Colonel Jean Chemineau
- 1811: Colonel Louis Chabert
- 1814: Colonel Pierre Dereix
- 1857: Colonel Jean Gérard Louis Béchon de Caussade
- 1868 bis 1877: Colonel Alphonse Brice
- 1878 bis 1881: Colonel Adolphe Gueytat
- 1903 bis 1906: Colonel Baptiste Faurie
- 21. Mai 1914 bis 18. Mai 1915: Colonel Cottez
- 1988: Lieutenant-colonel Bibal

## Garnison
- Nancy, Lille, Paris; Coulommiers; Sevran

## Gefechtskalender
- Pfälzischer Erbfolgekrieg

1692: In der Schlacht bei Steenkerke konnte sich das Regiment auszeichnen.
- Spanischer Erbfolgekrieg

Teilnahme an der Schlacht bei Denain
- Siebenjähriger Krieg

Das Regiment kämpfte in mehreren Schlachten dieses Krieges.

### Kriege der Revolution und des Ersten Kaiserreichs
- 1805: Feldzug gegen Österreich

Schlacht bei Ulm
- 1807:

Schlacht bei Eylau
Schlacht bei Friedland

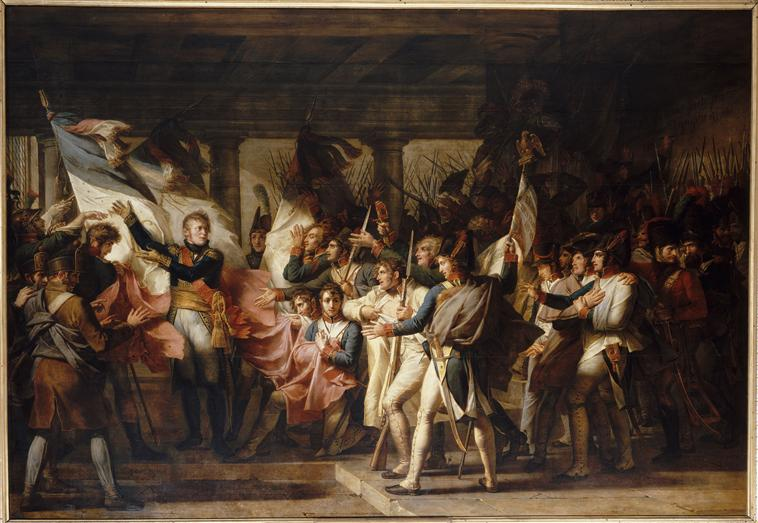
Der Maréchal Ney übergibt den Soldaten des 76. Linie Infanterie Regiments ihre im Arsenal von Innsbruck gefundenen Fahnen., Charles Meynier, 1808, Musée de l’Histoire de France (Versailles).

- 1808 bis 1813: Napoleonische Kriege auf der Iberischen Halbinsel

Ein Bataillon kämpfte in Portugal bei der Belagerung von Ciudad Rodrigo (1810), bei Coimbra und in der Schlacht bei Buçaco.
- 1813: Ein Bataillon beim Feldzug in Deutschland

Völkerschlacht bei Leipzig
- 1814:

Schlacht bei Orthez, Schlacht bei Toulouse
- 1815:

Feldzug in Belgien

### Zweites Kaiserreich
- Sardinischer Krieg

In der Schlacht bei Solferino konnte das Regiment eine feindliche Fahne erobern, wofür es mit dem Kreuz der Ehrenlegion ausgezeichnet wurde.
- Deutsch-Französischer Krieg

Schlacht bei Spichern und Schlacht bei Gravelotte
Das Regiment musste am 18. Oktober 1870 mit der Besatzung von Metz kapitulieren und ging dabei unter. Es hatte in drei Wochen mehr als 300 Gefallene zu verzeichnen.

### 1871 bis 1914
Aus einem Marschbataillon neu aufgestellt, wurde die Einheit im Frühjahr 1871 beim Kampf gegen die Pariser Kommune eingesetzt.
Während der Friedenszeit wurde die Einheit umgruppiert und in Paris, Orléans und Coulommiers stationiert. Im Jahre 1902 wurden die Teile aus Orléans nach Paris verlegt. Ein oder zwei Bataillone lagen in Coulommiers.

### Erster Weltkrieg
Garnison 1914: Paris; Coulommiers; Sevran.
Das Regiment gehörte zur 20. Infanteriebrigade der 10. Infanteriedivision im 5. Armeekorps. Ab Juni 1815 bis November 1918 gehörte das Regiment zur 125. Infanteriedivision.
- 1914:

Abwehrkämpfe bei Mogeville, Schlacht an der Marne, Kämpfe in den Argonnen
- 1915:

Stellungskämpfe bei Vauquois in den Argonnen
- 1916:

Angriffskämpfe an der Somme, Schlacht an der Somme
- 1917:

Stellungskämpfe an der Aisne (Chemin des dames)
- 1918:

Stellungskämpfe an der Oise, Schlacht an der Marne, Angriffskämpfe in den Ardennen und in der Champagne.
Das Regiment hatte während des Krieges 2486 Gefallene, davon 59 Offiziere, zu verzeichnen.
Im Jahre 1920 wurde das Regiment aufgelöst und die Fahne an das Musée de l’Armée übergeben.

### Zweiter Weltkrieg
Die Einheit war nicht aktiviert.

### Nachkriegszeit
- 1963:

Das „Bataillon subdivisionnaire de la Seine“ übernahm die Bezeichnung „76e bataillon d’infanterie“
und wurde 1968 in das „76e groupement de place“ umgegliedert. Im Januar 1972 wurde dem Groupement durch den Präsidenten der Republik, Georges Pompidou, die Fahne des „76e régiment d’infanterie“ übergeben. Im September des gleichen Jahres wurde die Bezeichnung „76e régiment d’infanterie des forces du territoire“ und am 1. August 1979 „76e régiment d’infanterie“ (als Korpstruppenteil des 3. Armeekorps) übernommen. Nachdem der Stab des 3. Armeekorps am 1. Juli 1984 nach Lille umgezogen war, wurde das Regiment der 11. Territorialdivision unterstellt.
Garnison war Vincennes.
Am 8. September 1988 wurde die Einheit aufgelöst.

## Auszeichnungen
Das Fahnenband ist mit dem Kreuz der Ehrenlegion dekoriert.

Auf der Rückseite der Regimentsfahne sind (seit Napoleonischer Zeit) in goldenen Lettern die Feldzüge und Schlachten aufgeführt, an denen das Regiment ruhmvoll teilgenommen hat.
(In der Schlacht bei Magenta entschied Napoléon III, das Regiment mit dem Kreuz der Ehrenlegion zu dekorieren, das eine feindliche Fahne erbeuten würde.) Das Regiment hat sonst keine lobenden Erwähnungen erhalten.

### Regimentsfahnen
Auf der Rückseite der Regimentsfahne sind (seit Napoleonischer Zeit) in goldenen Lettern die Feldzüge und Schlachten aufgeführt, an denen das Regiment ruhmvoll teilgenommen hat.

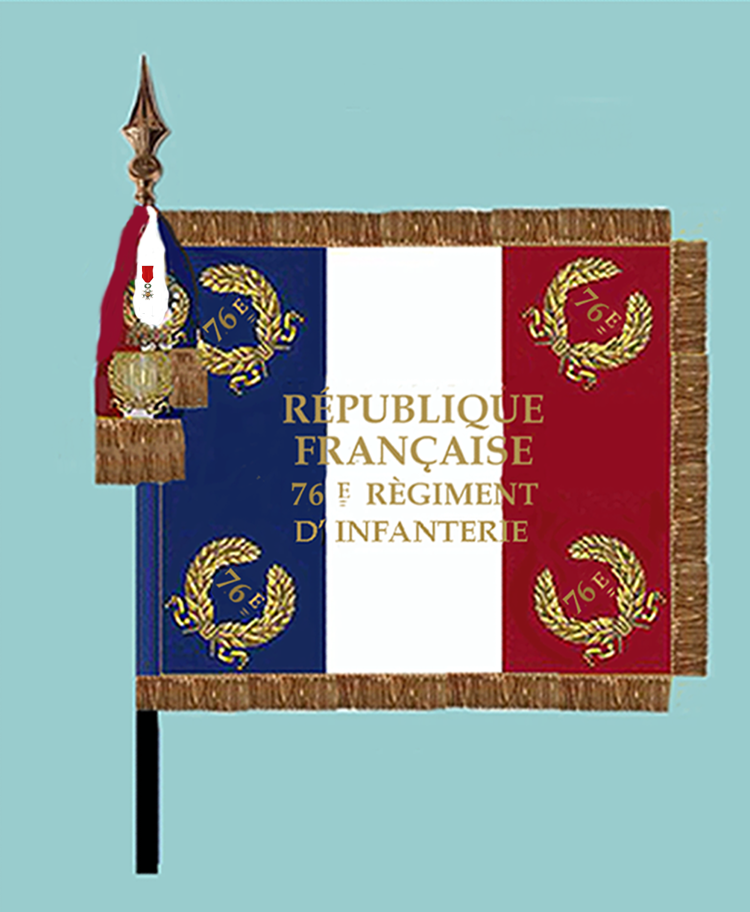
Regimentsfahne Modell 1880
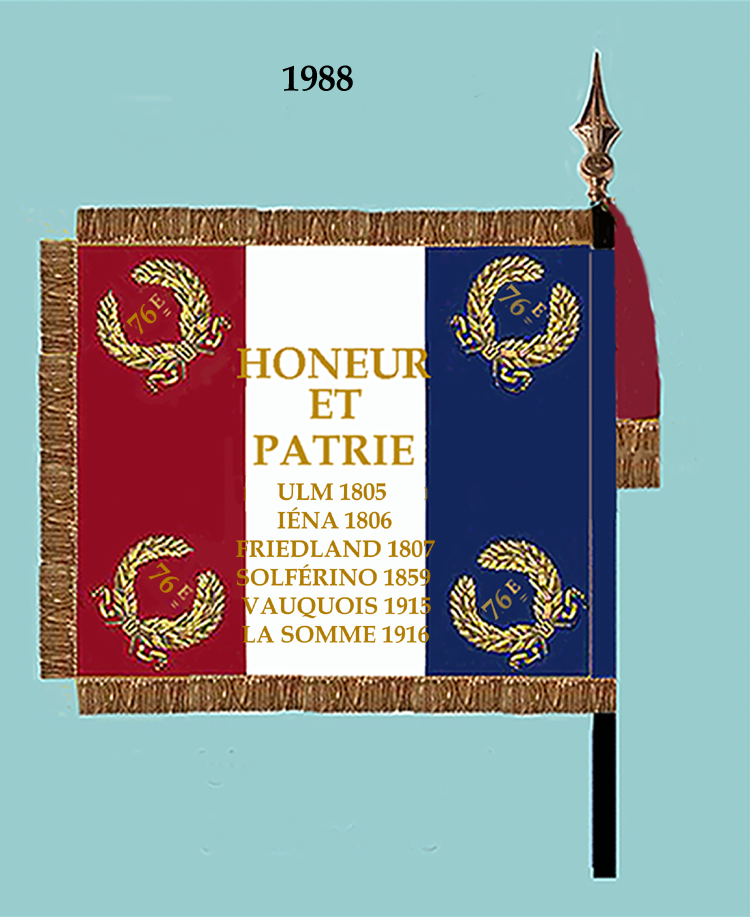

## Persönlichkeiten, die im Regiment gedient haben
- Paul Maistre, Général de division
- Marcel Proust
- François Pierre Amey als Sous-lieutenant

## Außergewöhnliches
Das Regiment tat sich unrühmlich hervor, als es sich am 5. August 1790 wegen ausstehender Soldzahlungen in Nancy (Nancy-Affäre) an die Spitze einer Meuterei stellte. Noch beteiligt waren das Infanterieregiment du Roi und das Kavallerieregiment Mestre de Camp Général, wobei diese jedoch nur eine untergeordnete Rolle spielten.
Gemäß den Schweizer Kriegsartikeln bildeten Offiziere aus anderen Schweizer Regimentern ein Tribunal und verurteilten insgesamt 138 Angehörige des „Châteauvieux“:
74 Mann zu Gefängnisstrafe
41 Mann zu 30 Jahren Galeerenstrafe
22 Mann zum Tod am Galgen
und den Soldaten André Soret aus Genf als einen der fünf Haupträdelsführer zum Tod durch Rädern